# Jordi Masip
Jordi Masip López (født 3. januar 1989) er en Spansk fodboldspiller der spiller i Real Valladolid.